# Lappantyúfélék
A lappantyúfélék (Caprimulgidae) a madarak osztályának a lappantyúalakúak (Caprimulgiformes) rendjébe tartozó család. 15 nem és 91 faj tartozik a családba.

## Rendszerezés
A családba az alábbi alcsaládok és nemek tartoznak:

### Árguslappantyú-formák
Az árguslappantyú-formák (Eurostopodinae) alcsaládba 2 nem és 7 faj tartozik. Több rendszerben különálló családként kezelik.
- Eurostopodus – 5 faj
- Lyncornis – 2 faj

### Valódi lappantyúformák
A valódi lappantyúformák (Caprimulginae) alcsaládjába 12 nem és 72 faj tartozik
- Gactornis – 1 faj
- Siphonorhis – 2 faj
- Nyctiphrynus – 4 faj
- Phalaenoptilus – 1 faj
- Antrostomus
- Nyctidromus – 1 faj
- Caprimulgus – 57 faj
- Veles – 1 faj
- Macrodipteryx – 2 faj
- Hydropsalis – 2 faj
- Uropsalis – 2 faj
- Macropsalis – 1 faj
- Eleothreptus – 1 faj

### Estifecskeformák
Az estifecskeformák (Chordeilinae) alcsaládja 4 nem és 10 faj tartozik
- Lurocalis – 2 faj
- Chordeiles – 5 faj
- Nyctiprogne – 2 faj
- Podager – 1 faj